# Liang Shiyi
Liang Shiyi, född 5 maj 1869 i Guangdong, död 9 april 1933 i Shanghai, kinesisk politiker och ämbetsman.
Liang var 1906-07 sekreterare åt Tang Shaoyi vid dennes beskickning till Indien, innehade därefter flera viktiga ämbetsposter, särskilt i kommunikationsministeriet, och blev 1911 Yuan Shikais privatsekreterare. Som sådan utövade han stort inflytande och var bl. a. ledare för agitationen för kejsarmaktens återinförande med Yuan Shikai som dess utövare. När denna rörelse 1916 misslyckats, drog sig Liang undan politiken och vistades en tid i Japan. Efter sin återkomst var han en bland de ledande i den i japanskt intresse verksamma Anfu-klubben.
1921 blev han utnämnd till premiärminister med stöd från krigsherren Zhang Zuolin, men efter bara en månad på posten tvingade Wu Peifu honom att avgå, vilket utlöste det första Zhili-Fengtian-kriget